# Яхреньгское (озеро, Сямженский район)
Яхреньгское (Яхренское) — пресноводное ледниковое озеро в Сямженском районе Вологодской области России. Площадь поверхности — 0,6 км², площадь водосборного бассейна — 68,1 км². Лежит на высоте 161,6 метра над уровнем моря.
Наибольшая глубина дна до ила составляет 6,65 метров. По словам местных жителей, ранее глубина озера составляла 16 метров. Обмеление произошло из-за обильного скопления ила на дне. В озеро впадают река Илеза и ручей Черноголовка, вытекает река Яхреньга.
В 600 метрах от озера располагается деревня Великий Двор, в 1000 метрах — деревня Васильевская.
Расстояние до федеральной автодороги М-8 «Холмогоры» — 260 метров.

## Флора и фауна
Растения: Вёх ядовитый (Cicúta virósa) Кувшинка снежно-белая (Nymphaéa candida), Кубышка жёлтая (Núphar lútea), Рдест плавающий (Potamogéton nátans), Рдест длиннейший (Potamogéton praelongus), Горец земноводный (Persicaria amphibia), Уруть колосистая (Myriophýllum spicátum).
Рыбы: Голавль (Squalius cephalus), Налим (Lota lota), Обыкновенный окунь (Perca fluviatilis), Обыкновенный ёрш (Gymnocephalus cernuus), Щука (Esox lucius), Плотвы, Уклейка (Alburnus alburnus), Язь (Leuciscus idus).
Беспозвоночные: Водомерки (Gerridae), Вертячки (Gyrinidae), Живородки (Viviparidae).
Фитопланктон: Зелёные водоросли (Chlorophyta), Диатомовые водоросли (Diatomeae).
Зоопланктон: Дафнии (Daphnia), Циклопы (Cyclopidae).